# Adygeiska republiken

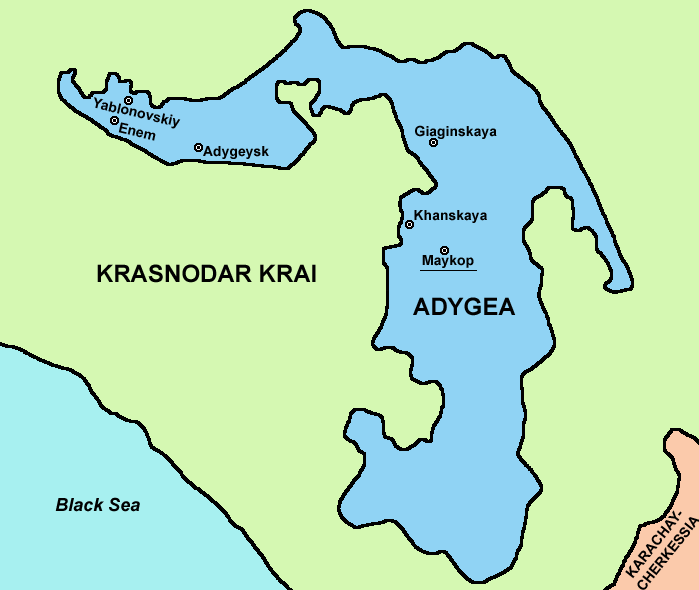
Karta över Adygeiska republiken.

Karta över Adygeiska republiken i ett regionalt sammanhang.

Adygeiska republiken är en av Rysslands delrepubliker, belägen i Nordkaukasus. Republiken har cirka 440 000 invånare och en yta på 7 600 km² och är helt omsluten av Krasnodar kraj. Huvudstaden i republiken är Majkop.
66 procent av befolkningen är ryssar och 23 procent är adygéer. Officiella språk är ryska och adygeiska.
Republikens nuvarande president är Aslan Tchakusjinov sedan den 13 januari 2007 då han efterträdde Hazret Sovmen.

## Administrativ indelning
Republiken är indelad i två stadsrajoner samt sju kommunala rajoner. Dessa är i sin tur indelade i ett antal mindre enheter.

### Stadsrajoner
- Adygejsk
- Majkop

### Kommunala rajoner
- Giaginskij rajon
- Kosjechablskij rajon
- Krasnogvardejskij rajon
- Majkopskij rajon
- Sjovgenovskij rajon
- Tachtamukajskij rajon
- Teutjezjskij rajon

## Städer och orter
De folkrikaste städerna och orterna 1 januari 2012 i Adygeiska republiken:
1. Majkop (144 467)
2. Jablonovskij (27 029)
3. Enem (18 161)
4. Giaginskaja (14 121) (14 oktober 2010)[4]
5. Adygejsk (12 368)
6. Chanskaja (11 245)[4]
7. Tulskij (10 732) (14 oktober 2010)[4]

## Bilder

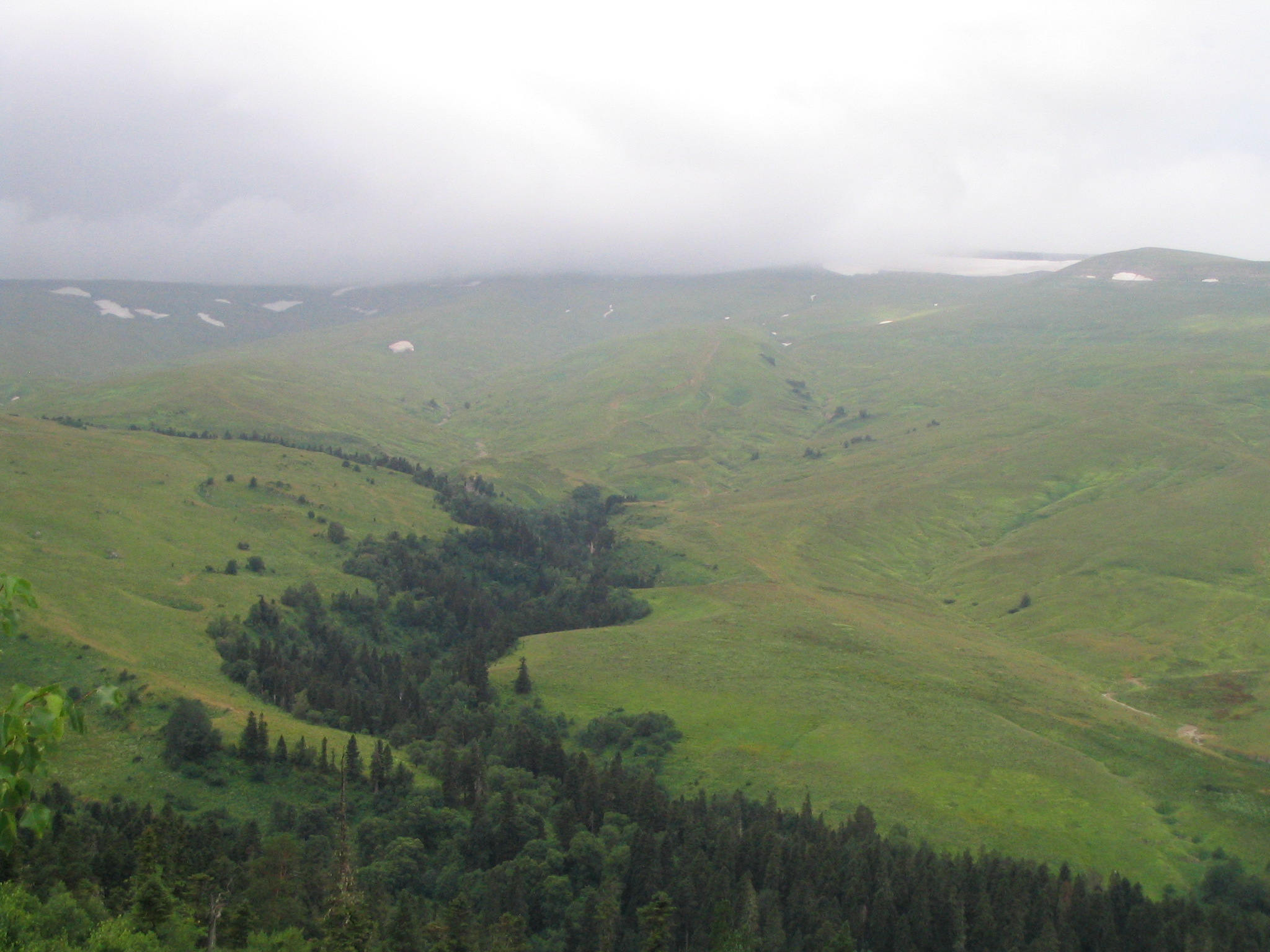
Området Lago-Naki i Adygea.
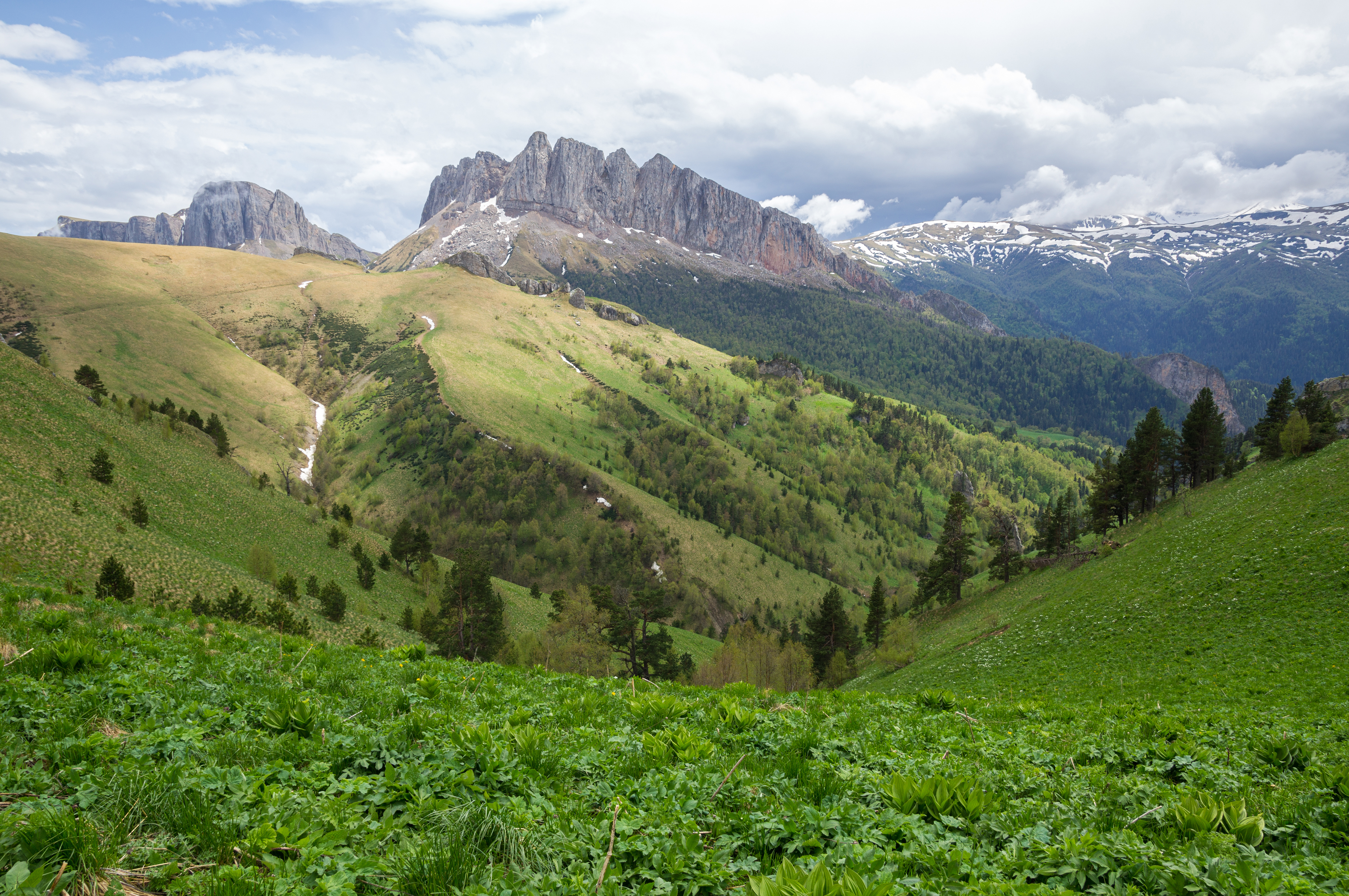
Bergskedjan Adchechbok